# Tiefkühlen

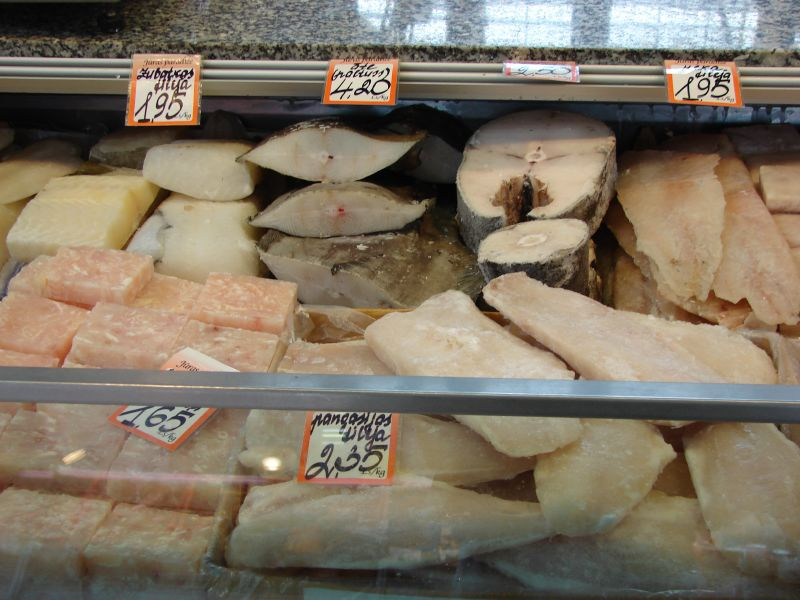
Tiefgefrorener Fisch, hier an einem Verkaufsstand im Zentralmarkt von Riga

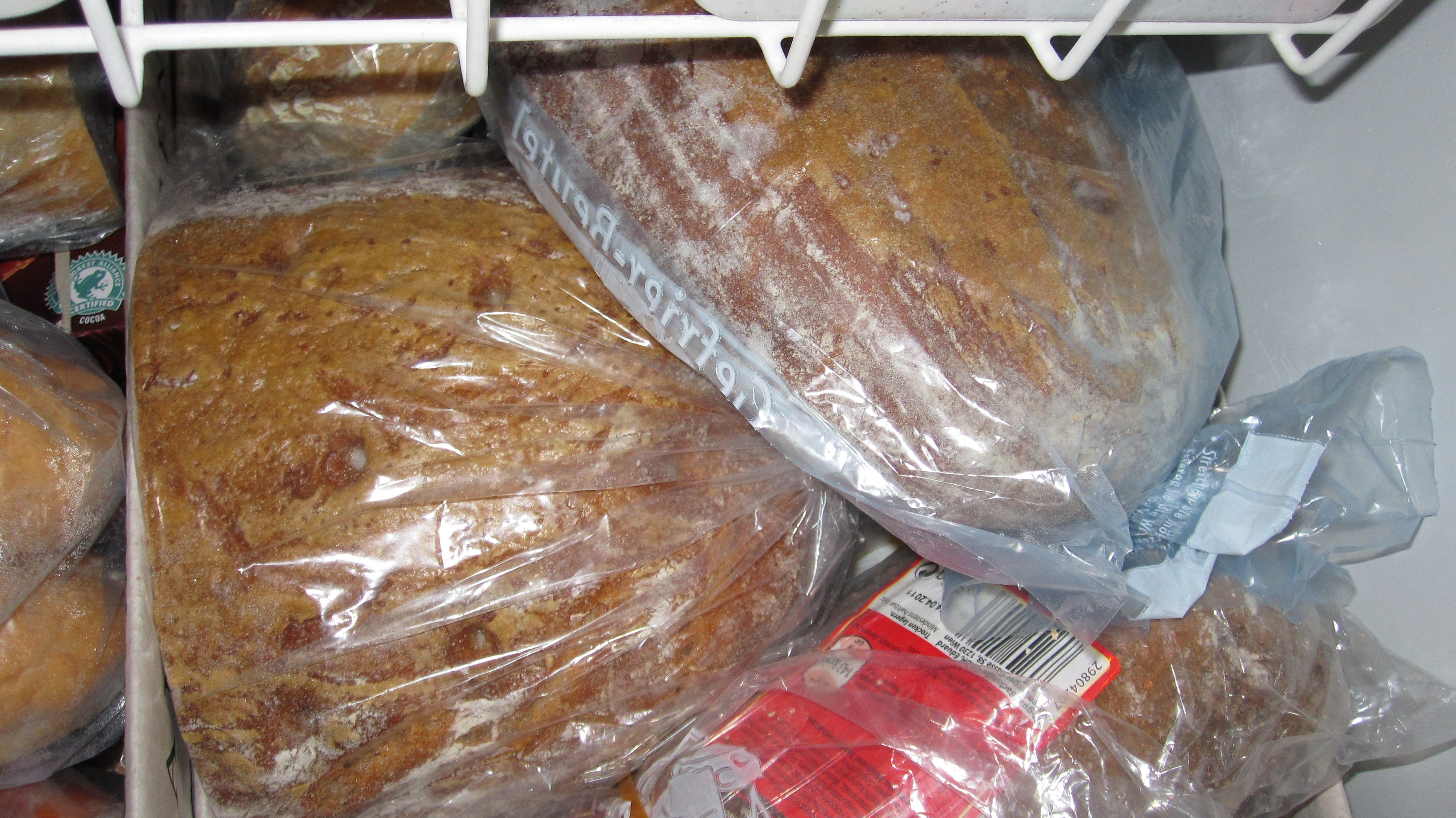
Einfrieren von Brot in einer häuslichen Tiefkühltruhe

Tiefkühlen ist eine schonende Technik zur Konservierung von Lebensmitteln. Die Begriffe „Tiefgefrieren“ oder „Tiefkühlen“ werden für die industriellen Verfahren benutzt, die Kältekonservierung in der häuslichen Tiefkühltruhe wird als „Einfrieren“ bezeichnet. Durch den Entzug von Wärme durch ein produktspezifisches, schnelles Schockfrosten und das dadurch gestoppte Wachstum von Mikroorganismen können tiefgefrorene Lebensmittel mehrere Wochen, einige sogar über ein Jahr gelagert werden. Der Verlust von Vitaminen und Nährstoffen ist im Vergleich zu anderen Konservierungsverfahren auch nach Monaten sehr gering. Viele Lebensmittel, vor allem Gemüse und Fleisch, werden vor dem Tiefgefrieren blanchiert. 
Im deutschen Einzelhandel wurden 2008 Fertiggerichte (293.238 Tonnen), tiefgefrorenes Gemüse (291.343 Tonnen) und tiefgekühlte Pizzen (237.979 Tonnen) am häufigsten verkauft.

## Physikalische Vorgänge
Durch die niedrigen Temperaturen gefriert die Flüssigkeit in und zwischen den Zellen des Lebensmittels. Die Mikroorganismen, die die Alterung verursachen, können sich so kaum noch vermehren. Beim industriellen Tiefkühlen wird zudem durch die besonders schnelle Schockfrostung die Bildung größerer Eiskristalle verhindert, die die Zellstrukturen aufbrechen können. Dies ist ein wesentlicher Unterschied zum Einfrieren in der eigenen Gefriertruhe. Bei der Lagerung muss das Lebensmittel luftdicht verschlossen sein, um einen Gefrierbrand zu verhindern.
Besonders beim langsamen Einfrieren, wie es bei den meisten herkömmlichen Tiefkühltruhen erfolgt, bilden sich große Eiskristalle, die die Zellstruktur des Gefrierguts in Mitleidenschaft ziehen. Daher können sich Mikroorganismen bei aufgetauten Lebensmitteln wesentlich schneller vermehren als bei frischen Produkten. Werden aufgetaute Produkte gegart oder hitzebehandelt, ist ein erneutes Einfrieren jedoch bedenkenlos möglich.

## Lebensmittelrecht und Wiedereinfrieren
Bei Matjes wird im niederländischen Lebensmittelrecht ein Tiefkühlen bei −45 °C vorgeschrieben, um einen Befall mit Nematoden auszuschließen, die bei dieser Temperatur zuverlässig abgetötet werden. 
Fertiggerichte werden zum Teil im tiefgekühlten Zustand weiterverarbeitet. Fischstäbchen werden aus gefrosteten Platten von Fischfilet herausgesägt und mit einer Panierung unter kurzzeitiger Erhitzung umgeben, ohne dass der Fisch antaut. 
Industriell hergestellte Tiefkühlprodukte (Tiefkühlkost) müssen nach der thermischen Stabilisierung (Abschluss des Einfriervorgangs) an allen Punkten eine Temperatur von höchstens −18 °C aufweisen. Für den Transport von tiefgekühlten Produkten ist auf eine geschlossene Kühlkette zu achten. § 2 Abs. 4 der Verordnung über tiefgefrorene Lebensmittel (TLMV) schreibt vor, dass beim Versand, beim örtlichen Vertrieb und in den Tiefkühlgeräten des Einzelhandels „im Rahmen redlicher Aufbewahrungs- und Vertriebsverfahren“ kurzfristige Abweichungen von höchstens 3 °C erlaubt sind.
Innerhalb der Europäischen Union müssen die Verpackungen von Tiefkühlkost einen Hinweis tragen, dass das Produkt nach dem Auftauen nicht wieder eingefroren werden dürfe. Dies ist aber hauptsächlich eine Sicherheitsmaßnahme. Sie soll verhindern, dass Verbraucher aufgetaute Tiefkühlkost zu lange im Warmen lagern, bevor sie sie wieder einfrieren. Denn das Altern setzt nach dem Auftauen wieder ein und führt so zu einem Wachstum von Mikroorganismen, die die Qualität beeinflussen und das aufgedruckte Mindesthaltbarkeitsdatum stark verkürzen.